# آلما (لبنان)
آلما یکی از دهکده‌های لبنان است که در استان شمالی، ناحیه زغارتا، در ارتفاع ۳۰۰ متری از سطح دریا واقع شده‌است.
مساحت آن ۶۰۰۰ کیلومتر مربع است و حدود ۵۰۰۰ نفر جمعیت دارد. مردم آلما مسیحی و اهل سنت هستند.
شورای شهر آن متشکل از ۱۲ عضو است.